# Number Our Days
Pour plus de détails, voir Fiche technique et Distribution.
Number Our Days est un court-métrage américain produit par Lynne Littman et Barbara Myerhoff, sorti en 1976.
Il a remporté l'Oscar du meilleur court métrage documentaire en 1977, et a été préservé par l'Académie des Oscars en 2007.

## Synopsis
Le film évoque une communauté de juifs âgés vivant à Venice (Los Angeles).

## Fiche technique
- Production : Lynne Littman et Barbara Myerhoff
- Réalisation et scénario : Lynne Littman
- Photographie : Neil Reichline
- Montage : Lewis Teague
- Durée : 28 minutes
- Date de sortie : 1976

## Distribution
- Harry Asimow (images d'archive)
- Barbara Myerhoff
- Lynne Littman

## Distinctions
- 1977 : Oscar du meilleur court métrage documentaire